# Арлебоск
Арлебо́ск (фр. и окс. Arlebosc) — коммуна во Франции, находится в регионе Рона — Альпы. Департамент коммуны — Ардеш. Входит в состав кантона Сен-Фелисьен. Округ коммуны — Турнон-сюр-Рон.
Код INSEE коммуны — 07014.

## Население
Население коммуны на 2008 год составляло 350 человек.
| 1962 | 1968 | 1975 | 1982 | 1990 | 1999 | 2008 |
| ---- | ---- | ---- | ---- | ---- | ---- | ---- |
| 501  | 479  | 433  | 378  | 360  | 321  | 350  |

## Экономика
В 2007 году среди 218 человек в трудоспособном возрасте (15—64 лет) 161 были экономически активными, 57 — неактивными (показатель активности — 73,9 %, в 1999 году было 72,4 %). Из 161 активных работали 146 человек (84 мужчины и 62 женщины), безработных было 15 (6 мужчин и 9 женщин). Среди 57 неактивных 24 человека были учениками или студентами, 21 — пенсионерами, 12 были неактивными по другим причинам.

## Достопримечательности
- Замок Мальгарей
- Замок Романо
- Замок Шазот XVII века
- Церковь XIX века